# 독일철도
독일철도주식회사(독일어: Deutsche Bahn 도이체반[*], DB)는 베를린에 본부를 두고 독일과 유럽의 여러 국가에서 철도 및 관련사업을 운영하고 있는 독일의 공기업이다. 2012년 기준 약 392억 유로의 수익을 올렸으며, 영업이익은 약 27억 유로였다. 5700여개의 기차역을 운영하고 있고 약 29만 명의 임직원이 근무하고 있다. 독일 연방정부에서 민영화를 추진하였지만 막대한 자금을 부담할 투자자가 없어 모든 주식을 정부가 소유하고 있다.

## 역사

### 독일철도의 역사
독일철도는 1835년 남부 바이에른의 뉘른베르크-휘어튼간에서 처음 개통했다. 영국보다 10년 늦은 개통이었으나 10년 만에 총 연장 2000km를 건설하며 빠르게 성장했고 영국, 프랑스와 함께 독일은 유럽의 철도강국으로 부상했다. 1920년 지방정부가 소유한 민간철도를 독일제국 교통부 산하로 편입하여 철도사업의 기술적, 제도적 통일성을 마련하였고 철도사업을 국가재정 충당에 이용하기 시작한다. 그 후 독일제국철도는 경영형태를 변화시키며 1937년 특별재산인 제국철도가 되어 제2차 세계대전을 맞게 되었다.
1945년 제2차 세계대전이 종식된 후, 서독과 동독의 철도가 분리되었고 서독은 연방철도청이 운영하고 동독은 독일제국철도가 운영하게 되었다. 이후 1990년 독일 통일을 계기로 양독 철도는 다시 합병하게 된다. 독일철도의 비효율적인 철도 운영과 경직된 관료조직이 문제시 되면서 1989년 구조 개혁위원회 설치를 시작으로 독일정부는 철도구조개혁을 단행하게 된다. 1993년 철도 개혁 법안이 통과되었고 1994년에는 독일 연방 교통부 산하 연방철도청과 연방철도자산관리청이 설립되었다. 또한 주식회사 형태인 DB AG를 설립함으로써 5개 부문(여객, 화물, 역사운영, 선로관리, 부동산)의 철도사업을 주식회사의 형태로 DB AG산하에 두어 운영하게 하였다. 1999년 DB AG가 지주회사로 출범하면서 5개의 사업부문은 독립된 자회사로 설립되었으며 현재까지 이러한 독립된 자회사 형태로 운영되고 있다.

### 독일철도 주식회사의 역사
독일철도 주식회사(Deutsche bahn AG)는 철도구조개혁의 일환으로 1994년 1월 1일 주식회사로 출발하였다. AG는 독일어로 악티온게젤샤프트(Aktiongesellschaft, 상장기업)을 의미한다. 본사는 베를린에 위치해 있고 약 29만명의 직원이 일하고 있으며, 연 매출은 약 392억 유로이다. 규모면에서 DB는 승객, 물류운송사로 세계 2위를 차지하고 있고, 유럽 내에서 철도사업으로는 가장 큰 규모를 가지고 있다. 또한 DB는 약 500개의 크고 작은 자매회사를 두고 활동하고 있다.
1994년 DB가 주식회사로 출발하기 이전에는 심각한 경영난과 소비자들의 부정적인 여론으로 인해 개혁이 필요한 상태였다. 당시 공무원 신분인 철도관련 노동자들의 불성실한 노동태도는 소비자들의 불만을 샀으며, 잦은 연착으로 인해 철도운수사업에서 가장 중요한 시간준수가 잘 지켜지지 않았다. 또한 독일 자동차 산업이 급부상하며 운송수단으로서의 철도의 입지는 점차 좁아졌다. 이러한 상황을 타파하기 위해 정부부처 산하의 기관으로 운영되던 철도사업에 경쟁체제를 도입하기로 결정하였고, 1994년 독일철도는 국가운영사업에서 주식회사로 출발하게 되었다. 이러한 개혁의 최종 목표는 독일철도의 민영화였지만, 당시 독일철도의 막대한 적자와 운영비용을 떠안을 기업이 없어 연방정부가 100% 지분을 가진 형태로 시작하게 된다.

## 독일철도의 구조개혁

### 철도구조개혁의 필요성 대두
독일의 철도산업은 다른 여러 나라와 마찬가지로 오랜 기간 동안 독점적인 공기업이 철도 인프라의 소유와 운영을 맡아왔다. 공익적인 면이 강조되며 제한적인 경쟁, 국가의 보호 등이 존재할 수밖에 없는 철도산업은 비효율적으로 운영되기 쉽고 관료조직은 경직되기 쉬운 특성을 지닌다. 이러한 철도산업의 특성상 세계 여러 나라의 철도산업이 오랜 기간 적자경영을 경험해왔으며 독일철도도 1993년 당시 누적부채가 670억 마르크에 달할 만큼 경영적인 측면의 비효율성과 비대해진 관료조직의 태만이 극에 달한 상태였다. 1970년대 이후 크고 작은 개혁조치들이 시도되어왔지만 국가인프라가 기본법에 명시되어있는 독일에서 인프라 산업인 철도가 구조개혁을 하는 것은 쉬운 일이 아니었다. 1989년 독일철도의 개혁을 모색하기 위한 독일철도위원회가 설치되었지만 철도 관련 각 이해당사자들이 모인 위원회에서 근본적인 개혁방안을 모색하기는 쉽지 않았다. 이러한 상황에서 독일철도의 구조적인 개혁의 결정적인 계기가 된 것은 독일역사와 사회의 커다란 전환점이었던 서독과 동독의 통일이었다.

### 철도구조개혁의 과정
서독과 동독의 통일로 인해 새로운 기본법의 제정이 불가피했던 상황은 기본법을 수정해야만 했던 철도구조개혁의 중요한 발판이 되었다. 독일철도의 경쟁체제가 가장 큰 문제점이라고 생각했던 철도위원회는 통일된 서독연방철도와 동독제국철도의 철도민영화를 고려한 개혁을 추진하였으며 이러한 개혁의 내용을 연방정부에 요청하였다. 독점운영체제에서 경쟁체제를 점차 도입해 나가면서 결국에는 민영화를 목표로 철도 구조의 여러 가지 구조적인 문제와 경영적인 문제를 해결해 나가는 것이 이 개혁의 요지였다.
이러한 개혁의 내용들이 직접적으로 실행에 옮겨진 것은 1994년부터였고 통일이후부터 1994년까지는 여러 가지 협의 등이 이루어졌는데 그 중 가장 중요했던 협의가 철도노동조합과의 협의였다. 당시 철도노조는 철도구조개혁에 가장 격렬하게 저항했던 이익단체였다. 오랜 기간 독점체제를 유지하며 공무원의 신분으로 일해 왔던 철도노조로서는 철도경영에 경쟁체제를 도입하려는 철도개혁을 곱게 볼 리 만무했다. 하지만 현재 철도노조 노동자들의 공무원 지위를 보장하며 임금 또한 동일하게 유지한다는 점과 어떠한 해고조치도 없을 것이라는 조건하에 정부와 타협을 하게 된다. 이러한 협상으로 인해 현재 독일 철도 노동자들은 DB AG에 고용되어있는 민간부문의 노동자들과 철도자산관리청 소속 공무원들로 나뉘어 있다.
독일철도노조와의 협의 이후 독일 정부는 철도개혁에 본격적으로 착수 할 수 있게 된다. 1994년 1월 1일의 입법으로 정부 산하 기구인 연방철도청과 연방철도재산기구가 설립되었으며 민간의 주식회사 형태인 독일철도주식회사가 설립된다. 이는 정부의 직접적인 경영 하에 운영되던 철도 관련 사업들이 연방정부와는 독립된 주식회사의 경영으로 이전되는 것을 의미하였으며 이제 독일정부는 DB AG의 주주의 신분으로 철도 사업 경영에 영향을 미칠 뿐이었다. 또한 1993년 말 철도사업의 누적적자였던 670억 마르크를 청산함으로써 새롭게 출발하는 독일철도주식회사의 경영에 큰 부담을 덜어주게 된다.
철도구조개혁은 철도관련기관의 내부적인 개편으로도 이어졌는데 우선 연방철도청 산하에서 운영되던 부서들을 독일철도주식회사 산하의 사업본부별 주식회사로 이전하였고 1998년 말 최종적으로 DB AG를 지주회사로 하는 독립된 자회사들로 전환하게 된다. 이러한 개편으로 인해 자회사들 간의 내부출자는 허용되지 않으며 지주회사와는 독립된 회계체계를 운영함으로써 책임경영의 토대를 마련하였다.

### 철도구조개혁 이후 현황
통일로인해 새로운 사회 환경에 대한 개편이 요구되는 시기를 잘 이용하여 구조개혁에 성공한 독일철도의 개혁은 유럽연합의 철도개방정책과 그 시기가 맞물리면서 시너지효과를 누린 성공적인 철도개혁의 사례로 꼽힌다. 철도구조의 개혁 후 2년 만에 9000만 마르크의 이윤을 냈으며 주식회사의 공격적인 경영방식으로 인해 독일철도의 유럽화가 빠르게 진행되고 있다. 특히 화물수송 분야에서 독일철도주식회사의 활동이 두드러지는데 DB Cargo는 1998년 네덜란드 국영철도의 화물부서를 합병하였고 2000년에
는 덴마크의 화물부서와 합병함으로써 새로운 회사인 레일리온을 설립하기도 하였다. 이러한 DB의 구조개혁에는 단기적으로 성공할 수밖에 없는 개혁이었다는 일각의 비판도 존재한다. 독일연방정부는 철도의 공공성을 유지하기 위해 영리회사인 독일철도주식회사의 기업 활동과 직접적인 관계가 없는 공적업무에 재정을 지원하여 적자가 발생
할 수 있는 상황을 차단하였으며 2003년에는 당초 정부의 보조금 없이 자립한다는 구조개혁의 목표가 실질적으로 달성되기 어려운 것으로 판명이 났다. 또한 연방정부가
100% 보유하고 있는 주식을 민간에 매각하여 철도의 민영화를 실행하려 했던 당초 계획과는 달리 2008년의 세계 경제위기 등으로 인해 매각계획이 무기한 연장되어 있는
상태이다.

## 로고

독일철도주식회사의 로고

현재 독일철도주식회사(DBAG)의 로고는 통일 이전 서독 정부의 철도였던 독일 연방 철도(Deutsche Bundesbahn)의 상호를 현대화시켜 사용하고 있다.

## 독일철도의 이사진 및 대표적 감사위원

### 독일철도의 이사진

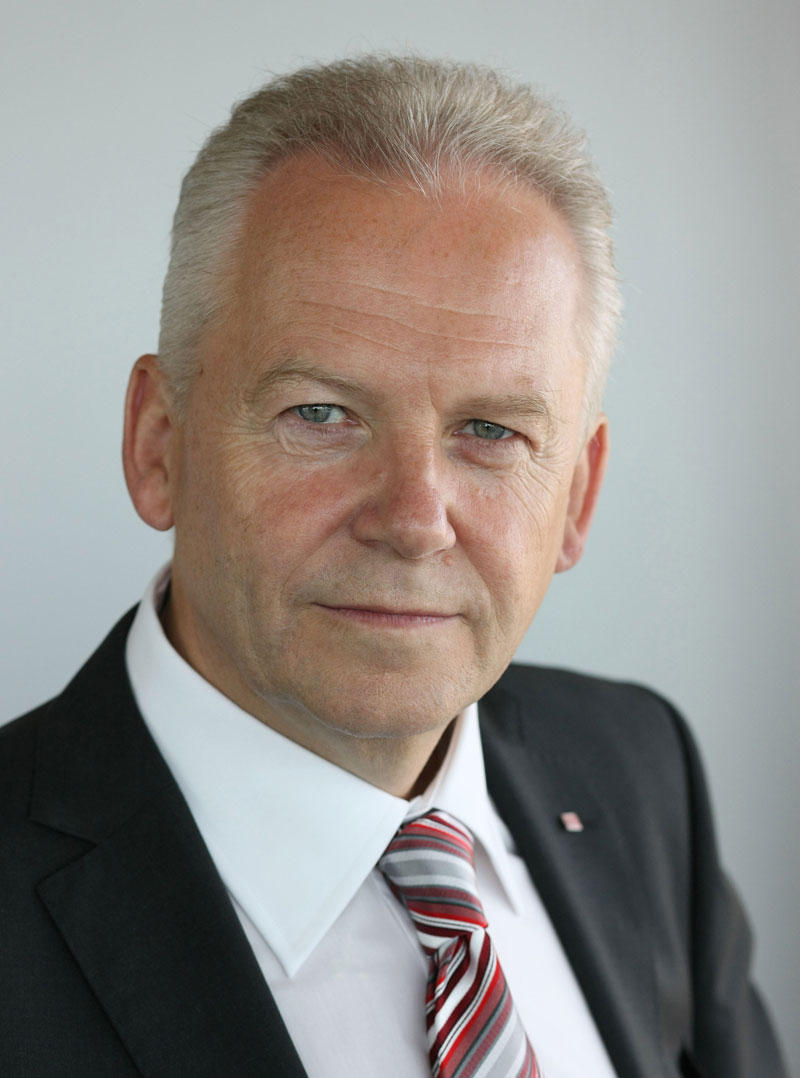
독일철도그룹 이사회 의장이자 CEO인 Rüdiger Grube의 모습

- Rüdiger Grube (Deutsche Bahn AG와 DB Mobility Logistics AG의 이사회 의장이며 CEO 재임)

- Richard Lutz (Deutsche Bahn AG와 DB Mobility Logistics AG의 재무관리 부문 이사 재임)

- Volker Kefer (Deutsche Bahn AG와 DB Mobility Logistics AG의 기반시설 및 서비스 부문 이사 재임)

- Ulrich Weber (Deutsche Bahn AG와 DB Mobility Logistics AG의 인사관리 부문 이사 재임)

- Gerd Becht (Deutsche Bahn AG와 DB Mobility Logistics AG의 회사 보안 부문 이사 재임)

- Heike Hanagarth (Deutsche Bahn AG의 기술환경 부문 이사 재임)

### DB의 대표적인 감사위원
10명의 감사위원은 보통주주회의에서 선출되고 10명의 감사위원은 직원들에 의해 선출된다. 대주주인 독일 연방 정부가 3명의 감사위원을 임명시킬 수 있다.
- Utz-Hellmuth Felcht (DBAG 감사위원회 의장 재임)

- Alexander Kirchner (DBAG 감사위원회 부의장 재임)

## 기업구조 및 대표적인 자회사

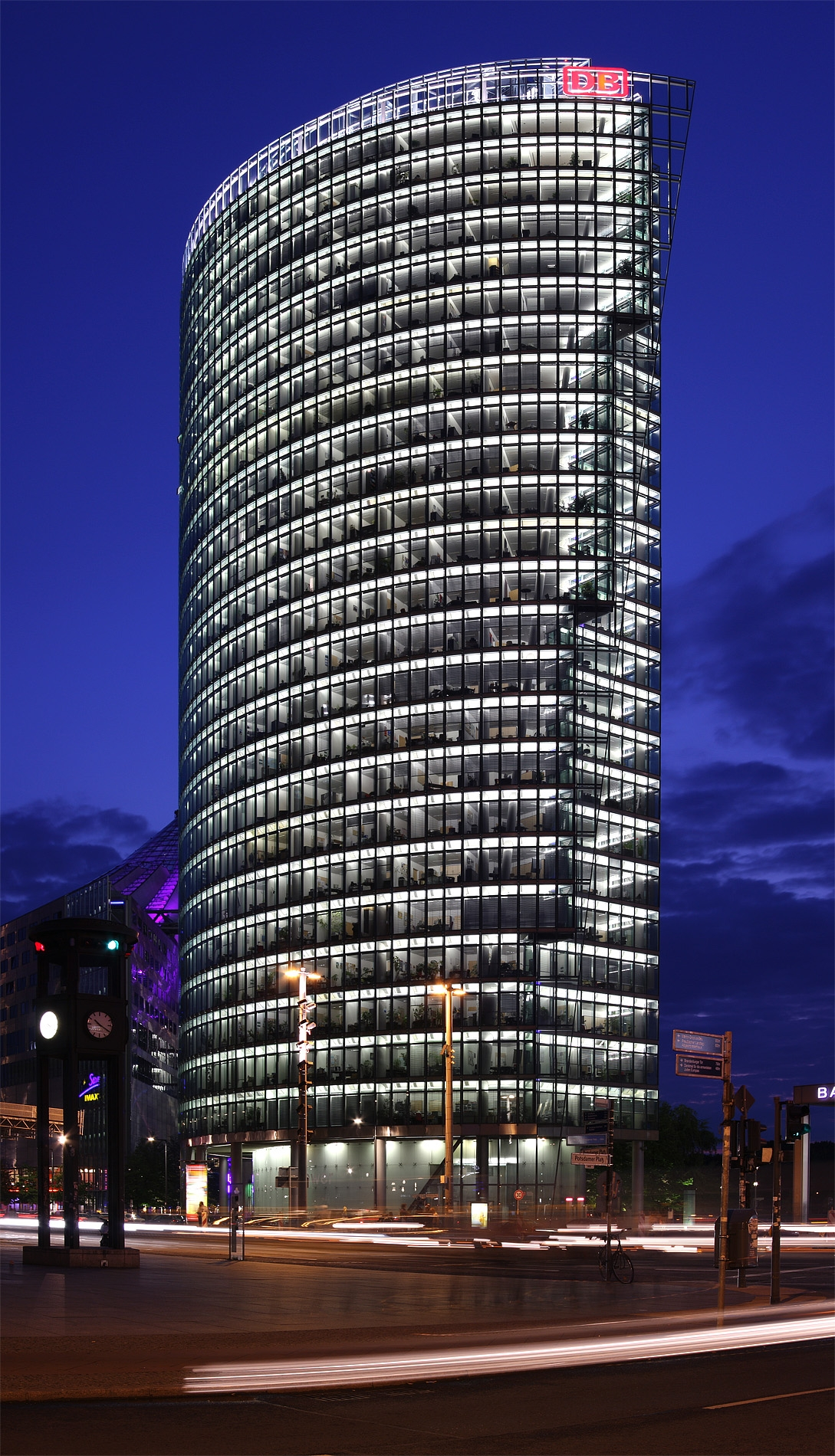
베를린 포츠다머 플라츠에 있는 DB의 본사 건물 전경

### 기업구조
DB는 9개의 주된 사업 부문으로 이루어져있다. 2008년의 기업 혁신 전략으로 DB AG가 직접 DB Netze Track, DB Netze Energy, DB Netze Station의 세 부문을 관리
하고 있으며, 나머지의 사업 부문은 DB AG의 자회사인 DB Mobility Logistics AG (DB ML AG)가 관리하고 있다. DB그룹 내에서, DB AG와 DG ML AG는 다른 자회사를 관리하는 지주회사로서의 역할을 수행하고 있다. DB 그룹은 대부분의 장기자본을 Deutsche Bahn Finance B.V. (DB Finance)를 통해서 획득하고 있다. DB Finance를 통해 DB는 150억 유로가 넘는 부채조달이 가능하다. DB AG의 소비자 신용도는 Standard&Poors's와 Fitch로부터 AA를 받았고, Moody's로부터는 Aa1을 받으며 매우 높은 신용도를 유지하고 있다.

### 대표적인 자회사

#### DB Netze
DB Netze의 합병은 2005년에 이루어졌으며, DBAG가 직접 관리하고 있는 회사이다. 2007년부터 독일 철로의 기초 공사와 운영을 담당해왔으며 대부분의 독일 철로 시스템이 이 회사에 의해 운영되고 있다. 본사
는 프랑크푸르트에 위치해 있으며, DB Netze Fahrweg, DB Netze Energie, DB Projektbau, DB Station&Service 등의 사업 부문을 포괄하고 있다.

#### DB Bahn
DB Bahn은 독일 철도를 이용하는 승객들을 담당하는 회사이다. 이 회사는 원래 Reise & Touristik라는 명칭을 갖고 있었으며 기차 운영과 관련된 전반적인 부분을 책임
지고 있다. 이 회사는 소비자들에게 정보와 서비스를 제공하고 매표를 담당한다. 이 회사는 DB Fernverkehr, DB Regional, 그리고 DB Stadtverkehr 세 개의 영업 부
문으로 나뉜다.

#### DB Schenker
DB Schenker는 DB AG의 물류를 담당하고 있는 회사이다. 2008년에는 88,000명이 넘는 사람을 고용하는 유럽에서 가장 큰 화물 운송 회사였다. DB Schenker의 본사는

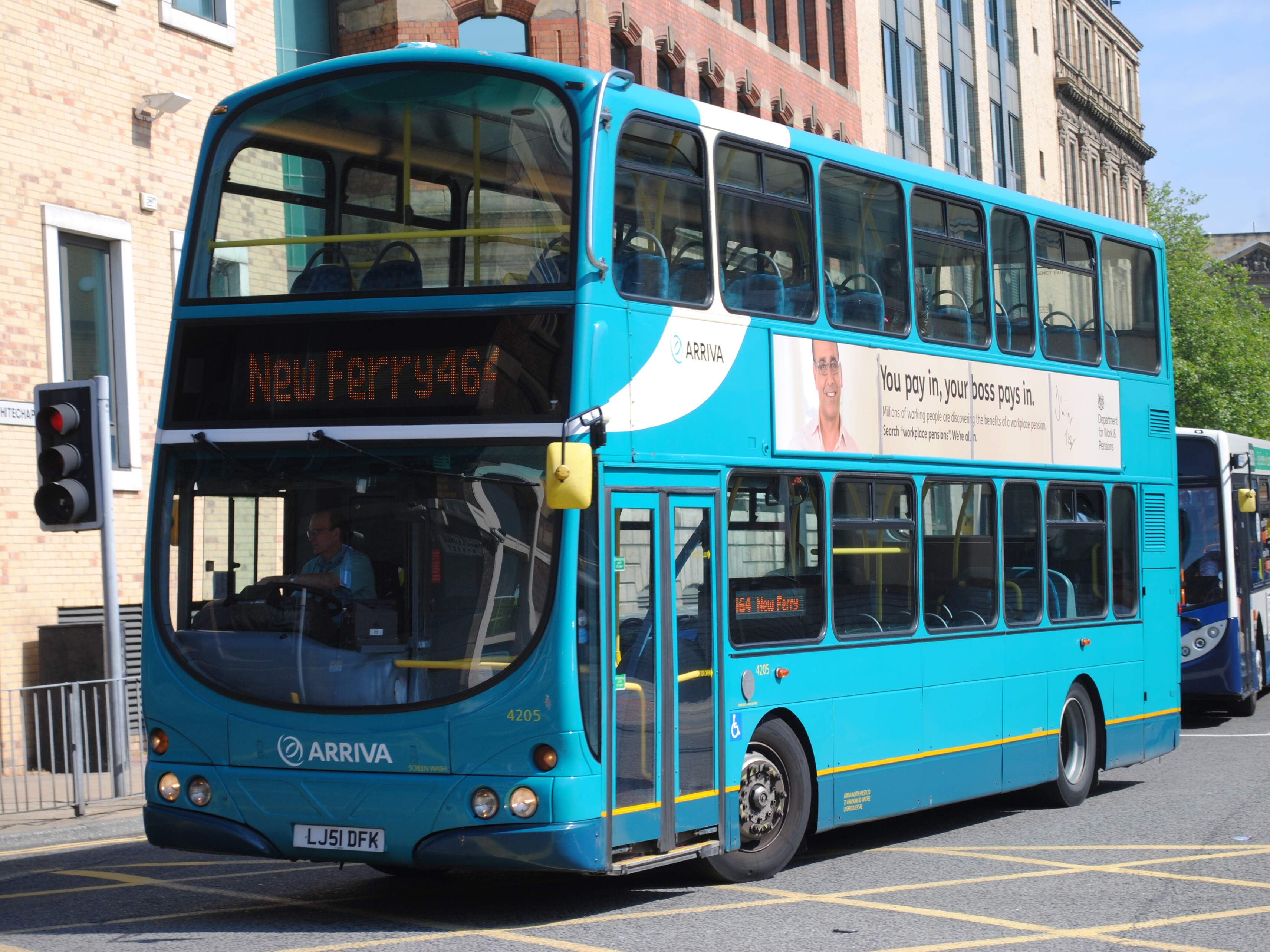
Arriva에서 운영하고 있는 버스의 모습

Mainz에 위치해 있다.

#### City Night Line
City Night Line은 독일 철도 그룹에 속해, 야간열차 노선을 운영하는 철도회사의 명칭이자 야간 특급 침대열차를 뜻한다. 독일 철도 홈페이지와 별도로
www.citynightline.net이라는 홈페이지를 운영하고 있다. CNL의 전신은 1992년에 설립된 DACH Hotelzug AC(DACH 호텔 열차 주식회사)였으며 본사는 취리히였다.
1998년 말 이후 독일 철도 그룹에 소속되어 2007년 이후에는 DB Autozug를 통합 확장하였으며 독일, 스위스, 오스트리아, 네덜란드, 덴마크, 프랑스, 벨기에, 이탈리아, 체코의 9개국을 운행하고 있다.

#### Arriva
Arriva는 12개의 유럽 국가에서 버스와 기차를 운영하고 있다. 2010년 Deutsche Bahn은 영국 국적의 수송 회사인 Arriva를 합병한다. 이 합병은 2010년 8월 유럽의회에 의해 승인이 되었으며, 2010년 8월 27일부터 본격적으로 운행되기 시작했다.

## 현재 DB의 운영실태

독일철도의 노선망(붉은색은 ICE의 노선,푸른색은 IC와 EC의 노선,회색은 이외 철도의 노선)

### 독일 내 노선
독일은 연방 국가 형태로 운영되는 나라이기 때문에 철도 또한 매우 지역적이고 접근성이 뛰어나다. 주 회사인 DB를 중심으로 하여 150개의 소규모 민영, 공영 철도가 운영
되고 있고 이는 대도시 사이를 잇는 것은 물론이거니와, 한 도시 내에서도 DB 철도를 이용하여 가까운 거리를 빠르고 쉽게 이동할 수 있게 한다. 버스나 트람(경전철)이 지
나지 않는 곳에도 DB 철도가 다니는 경우가 많다.

2006년 기준 1억 1천만 '이 장거리 이동을 위해 DB 철도를 이용한 한편, 20억 9천만 명이 단거리 이동을 위해 DB를 이용했다. 또한 2006년 기준 346,118,000톤의 물자
를 실어 날랐다. 2013년에는 20억 2천만 명 정도의 승객이 DB를 이용했다.

### 국외 노선
독일 철도는 네덜란드, 벨기에, 스위스, 오스트리아, 프랑스, 덴마크까지 노선이 연결되어 있어 유럽 전역의 철도 이용 승객이 DB를 이용하고 있으며 독일 철도의 화물등 다른 철도 선진국에 진출하여 유럽 대다수의 철도 화물 수송을 점유하고 있다.

### 부가서비스 운영
- Rail & Fly

레일 앤 플라이는 독일철도주식회사와 세계 72개 항공사가 파트너십을 맺어 운행하는 서비스이다. 승객이 독일 공항에 도착한 뒤 원하는 도시로 가기 위해서 기차를 이용할 때, 항공편을 예약하면서 목적한 곳으로 향하는 열차 티켓을 함께 구매할 수 있다. 현재 약 5700개의 DB 정거장에서 이용할 수 있다.

- 렌터카 및 호텔

DB는 독일 여행 중 렌터카를 이용하고 싶은 승객을 위해, 렌터카를 쉽게 대여할 수 있는 시스템을 갖추고 있다. 또한 다양한 호텔과의 제휴를 통해 DB 고객들이 합리적인
가격으로 숙박을 예약할 수 있게 하였다. 렌터카 대여 및 숙박 예약은 독일 철도 공식 홈페이지인  보관됨 2018-01-10 - 웨이백 머신에서 가능하다.

- '부킹레일스닷컴'(https://db.bookingrails.com/)'

독일과 이탈리아 철도 판매 및 고객 서비스를 제공하는 공식인증 대리점이다. 원화 결제 가능, 한국어 고객센터 운영 등의 고객만족 서비스를 제공하고 있다.

## DB가 운영하는 열차의 종류
DB AG의 운행 열차는 국내 이동 열차와 국외 이동 열차로 나뉜다. 이 중 국내 이동 열차는 보통열차, IC, IR, ICE-sprinter 네 가지로 나뉘어 운영되며 국외 이동 열차
는 EC와 ICE의 두 가지로 나뉘어 운영되고 있다. 국외 이동 열차는 국내, 국외 노선을 둘 다 가지고 있다. 또한 야간열차 노선을 운영하는 CNL도 있다.

### 국내 이동 열차
- 보통열차

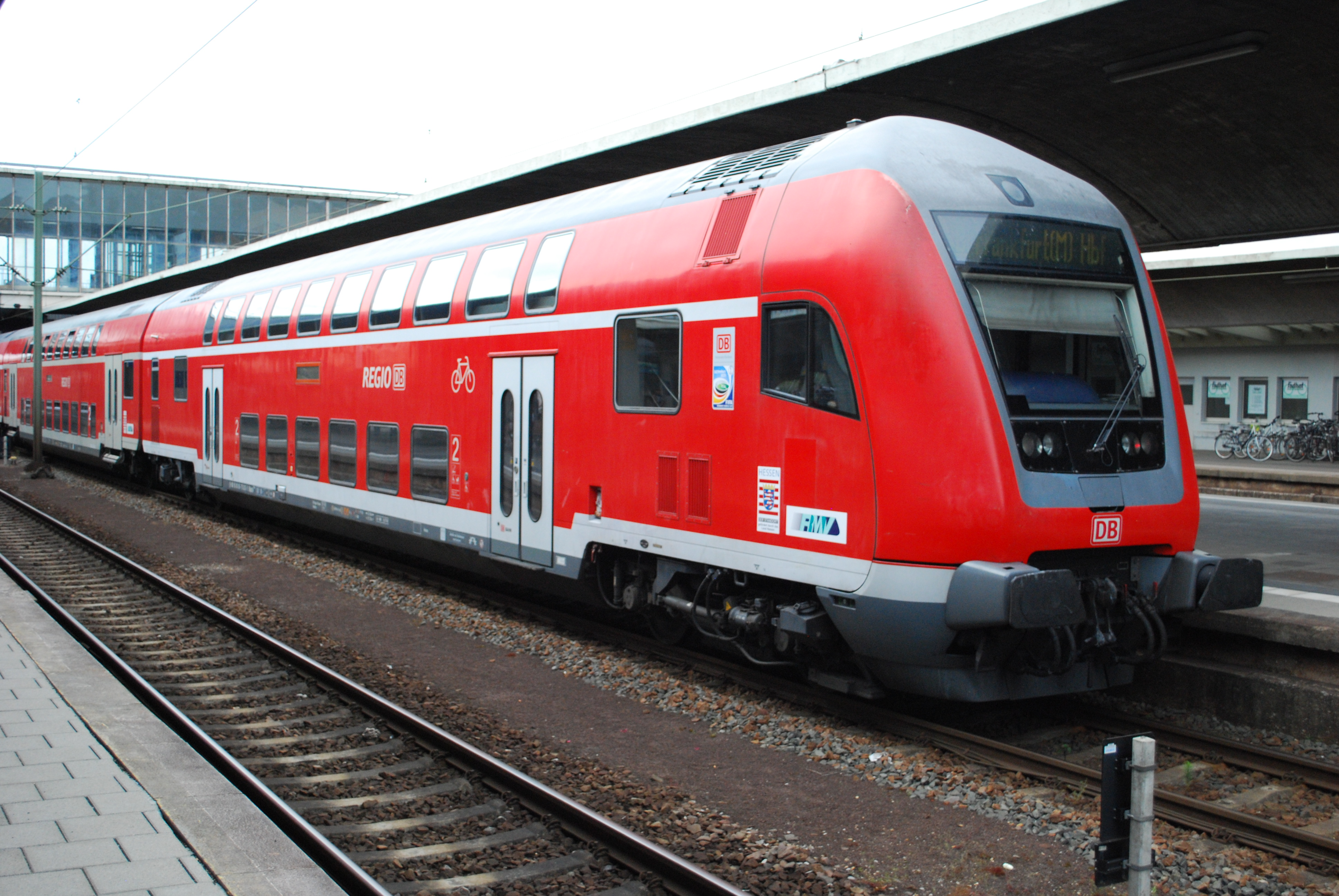
보통열차 RB의 모습

보통 열차(Nahrverkehrszuege)는 지방간 열차를 뜻하는 RB(Regional Bahn) 또는 RE(Regional Express), SE(Stadt Express), 독일 철도청이 운영하는 S-Bahn(Stadt Bahn)'과 사설업체가 운영하는 'U-bahn(Untergrund Bahn)'의 종류가 있다. IC와 IR이 운행되지 않는 국내 모든 지역에 보통 열차가 운행되고 있다. 짧은 구간만을 연결하여 중, 소도시에서 이동하는 주 교통수단이다.
- Inter City

IC는 1971년에 운행을 시작하였는데, 통일이 되기 전까지 독일 내 최고속도로 운행하던 IC-도시간 열차이다. 운행 시스템은 국외 이동 열차인 ICE와 거의 비슷하다. 200km/h
의 속도로 독일 내에서만 운행되고 대도시 뿐 아니라 중간 규모의 도시에도 정차하는 차이점이 있다.
- Inter Regio

IC보다 한 단계 아래 기종인 RE의열중장걸비교열차전으시들까지 운행한다. 하지만 비교적 저렴한 가격으로, 운행 시간이나 청결성 면에서 장점을 갖고 있어 높은 인기를 가지고 있다. 한국의 무궁화호에 해당한다
- ICE-sprinter

ICE는 도시간 고속열차로 ICE-sprinter은 대도시들을 이어주는 직통 열차라고 보면 된다, 주로 출퇴근 시간대에 운행하며 비즈니스 수요가 많다.

### 국외 이동 열차
- Euro City

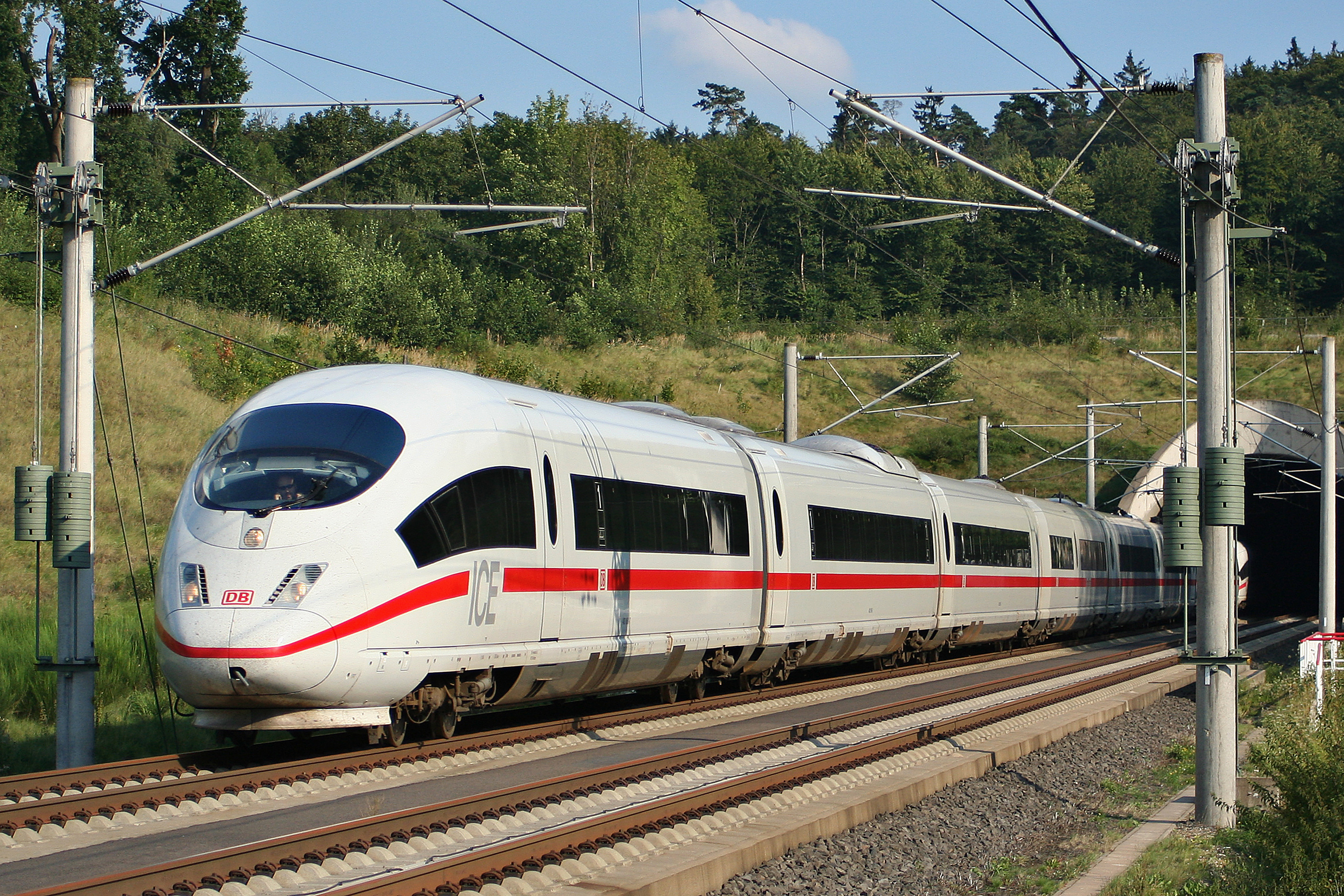
고속열차인 ICE의 모습

EC는 IC와 똑같은 기종과 성능의 열차이지만 유럽 국가 연방의 협력으로 독일 외 대부분의 국가로도 이동한다는 특징을 가지고 있다.
- Inter City Express

ICE는 통일 이후 등장한 열차로, KTX와 같은 초고속 열차로서 설계속도 320km/h이며 최고속도는 250km/h에서 280km/h로 독일 열차 중 가장 빠르다. 독일 내에서는 주로 대도시들만 연결하고, 이 외에도 네덜란드, 벨기에, 스위스, 오스트리아, 프랑스, 덴마크까지 운행되는 국제적인 열차이다. 빠르지만 적은 소음, 우수한 승차감, 안정성, 쾌적함으로 선호도가 높다.
- EuroNight

EN은 Euro City의 야간열차를 뜻한다.

## 같이 보기
- 독일의 대중교통

## 참고 서적
- EU연구=Journal of European union studies 제 33호(2013년 2월)
- 한국철도기술 vol.48 (2013년 3/4월)
- 국제노동브리프 vol. 6 no. 2 (2008년 2월)